# Arctosa maculata
Arctosa maculata là một loài nhện trong họ Lycosidae.
Loài này thuộc chi Arctosa. Arctosa maculata được Carl Wilhelm Hahn miêu tả năm 1822.